# Дрехов
Дрехов (нім. Drechow) — громада в Німеччині, розташована в землі Мекленбург-Передня Померанія. Входить до складу району Передня Померанія-Рюген. Складова частина об'єднання громад Рекніц-Требельталь.
Площа — 15,51 км2. Населення становить 219 ос. (станом на 31 грудня 2020).